# Manon Steffan Ros
Manon Steffan Ros   (Llanddeiniol, 19 de gener de 1983) és una actriu, cantant i escriptora gal·lesa d'expressió gal·lesa. Autora prolífica, sobretot de llibres infantils i juvenils, ha escrit també novel·les per a adults, assaig, obres de teatre, i literatura per a aprenents de gal·les i ha guanyat alguns dels premis més prestigiosos de la literatura gal·lesa.
Va créixer al poble Rhiwlas, i va treballar com a actriu abans de dedicar-se a l'escriptura. El 2005 i el 2006 va guanyar el premi de drama al certamen literari Eisteddfod Nacional. Ha rebut cinc premis Tir na n-Og de llibre infantil i juvenil. La seva segona novel·la per a adults Blasu va guanyar el premi de millor obra de ficció de l'any 2013 i va ser traduïda a l'anglès per la mateixa autora.
El 2018 va guanyar el premi Medal Ryddiaith (Medalla de prosa) al Eisteddfod Nacional amb l'obra Llyfr Glas Nebo (El llibre blau de Nebo), novel·la curta sobre una mare i el seu fill que sobreviuen en un món postapocalíptic, que va ser un gran èxit de públic i de crítica i el 2019 va ser guardonat amb el premi del millor llibre de l'any en llengua gal·lesa. El 2020 se'n va fer una adaptació teatral. Llyfr Glas Nebo ha estat traduïda al polonès, l'anglès, el català i el castellà.
És la cantant i lletrista del duo musical Blodau gwylltion (Flors salvatges) que el 2018 va publicar el seu primer àlbum Llifo Fel Oed
És filla del músic Steve Eaves i germana de la cantant Lleuwen Steffan. Viu a Tywyn amb els seus fills Efan i Ger.

## Obra literària

### Narrativa per a adults
- Fel Aderyn (Y Lolfa, 2009)
- Blasu (Y Lolfa, 2012), traduït a l'anglès: The Seasoning (Honno Press, 2015)
- Llanw (Y Lolfa, 2014)
- Llyfr Glas Nebo (Y Lolfa, 2018), traduït al català: El llibre blau de Nebo (Periscopi, 2021)

### Narrativa infantil i juvenil
- Trwy'r Darlun (Y Lolfa, 2008)
- Trwy'r Tonnau (Y Lolfa, 2009)
- Bwystfilod a Bwganod (Y Lolfa, 2010)
- Prism (Y Lolfa, 2011)
- Inc (Y Lolfa, 2013)
- Baba Hyll (Y Lolfa, 2013)
- Dafydd a Dad (Y Lolfa, 2013)
- Al, Cyfres Copa (Y Lolfa, 2014)
- Diffodd y Golau, traduït a l'anglès:  Turn Out the Light (Canolfan Peniarth, 2015)
- Annwyl Mr Rowlands, traduït a l'anglès:  Dear Mr Rowlands (Canolfan Peniarth, 2015)
- Two Faces (Y Lolfa, 2016), traduït al gal·lès :  Dau Wyneb (Canolfan Peniarth, 2018)
- Pluen (Y Lolfa, 2016)
- Y Stelciwr (Y Lolfa, 2017)
- Sara Sero (Canolfan Peniarth, 2018)
- Alun Un (Canolfan Peniarth, 2018)
- Deio Dau (Canolfan Peniarth, 2018)
- Twm Tri (Canolfan Peniarth, 2018)
- Pedr Pedwar (Canolfan Peniarth, 2018)
- Poli Pump (Canolfan Peniarth, 2018)
- Cati Chwech (Canolfan Peniarth, 2018)
- Sami Saith (Canolfan Peniarth, 2018)
- Wali Wyth (Canolfan Peniarth, 2018)
- Dilys Deg (Canolfan Peniarth, 2018)
- Rhifau Coll (Canolfan Peniarth, 2018)
- Rhifo 'Nôl ac Ymlaen (Canolfan Peniarth, 2018)
- Dyblu (Canolfan Peniarth, 2018)
- Odrifau ac Eilrifau (Canolfan Peniarth, 2018)
- Fi a Joe Allen (Y Lolfa, 2018)
- Antur y Castell, Cyfres Trio (Atebol, 2018)
- Antur y Mileniwm, Cyfres Trio (Atebol, 2018)
- Pobol Drws Nesaf (Y Lolfa, 2019) traduït a l'anglès: Those People Next Door (Y Lolfa, 2021)
- Trio ac Antur yr Eisteddfod, Cyfres Trio (Atebol, 2020)
- Llechi (Y Lolfa, 2020)
- Mis yr Ŷd (CAA Cymru, 2021)
- Fi ac Aaron Ramsey (Y Lolfa, 2021)
- Y Soddgarŵ (Atebol, 2021)
- Powell (Y Lolfa, 2022)

### Narrativa per a aprenents de gal·lès
- Hunllef (Y Lolfa, 2012)
- Y Dyn Gwyrdd a'r Coed Teg (Gwasg Carreg Gwalch, 2014)
- Stryd y Bont (Atebol, 2018)

### Assaig
- Golygon (Y Lolfa, 2017)

## Premis i distincions[1]
- 2005 : Medalla de drama a l'Eisteddfod Nacional
- 2006 : Medalla de drama a l'Eisteddfod Nacional[3]
- 2010 : Premi Tir na n-Og per Trwy’r Tonnau
- 2012 : Premi Tir na n-Og per Prism
- 2013 : Llibre de ficció de l'any per Blasu[7]
- 2017 : Premi Tir na n-Og per Pluen
- 2018 : Medalla de prosa a l'Eisteddfod Nacional per Llyfr Glas Nebo
- 2019 : Premi Tir na n-Og per Fi a Joe Allen
- 2019 : Llibre de ficció de l'any per Llyfr Glas Nebo
- 2019 : Llibre de l'any per Llyfr Glas Nebo
- 2019 : Premi Golwg360 Barn y Bobl per Llyfr Glas Nebo
- 2020 : Premi Tir na n-Og per Pobol Drws Nesaf[8]

## Discografia
Amb Blodau Gwylltion
- 2018 Llifo Fel Oed